# ウォーカー・ブレイン
ウォーカー・ロバート・ブレイン（Walker Robert Blaine, 1855年 - 1890年1月15日）は、アメリカ合衆国の政治家。

## 生涯
1855年、ブレインはメイン州オーガスタにおいて、政治家ジェイムズ・ブレインとハリエット・ベイリー・スタンウッド (Harriet Bailey Stanwood, 1828-1903) の長男として誕生した。
1881年7月1日、ウォーカーはジェームズ・ガーフィールド大統領からアメリカ合衆国第三国務次官補に任命された。ウォーカーは1882年6月30日まで同職を務めた。その後ウォーカーは国務省において請求審査官を務めた。
1890年1月15日、ウォーカーはワシントンD.C.の自宅において肺炎で死去した。